# Gornji Mihaljevec
Gornji Mihaljevec  è un comune della Croazia di 2 046 abitanti della Regione del Međimurje.